# Vrh Visočki
Vrh Visočki – wieś w Chorwacji, w żupanii varażdińskiej, w gminie Visoko. W 2011 roku liczyła 114 mieszkańców.